# Cheilosia abbreviata
Cheilosia abbreviata är en tvåvingeart som beskrevs av Tokuichi Shiraki 1953. Cheilosia abbreviata ingår i släktet örtblomflugor, och familjen blomflugor. Inga underarter finns listade i Catalogue of Life.